# Thomas Brown
Thomas Brown (født 20. november 1882 i Glasgow, ukendt dødsår) var en britisk sproglærer, der fra 1922 til 1924 var træner for AGF.
Ved ansættelsen skrev Aarhus Stiftstidende, at mr. Brown var lærer i Berlitz School i Aarhus, og at han "er en Mand paa ca. 40 Aar, har spillet på kendte engelske Hold, bl.a. som Maalmand på det udvalgte skotske Hold i Landskampe mod England."
Imidlertid kan engelske kilder ikke dokumentere, at det skotske landshold i perioden har haft en målmand med efternavnet Brown.
Med Thomas Brown som træner vandt AGF i 1923 det jyske mesterskab og Provinsmesterskabsturneringen, men tabte finalen i Landsfodboldturneringen.
I juni 1924 underskrev han en ny kontrakt med AGF, men forlod Aarhus i løbet af sæsonen 1924-25 for at blive sproglærer i København.